# Margrit Haemmerli
Margrit Haemmerli (* 8. November 1900 in Lenzburg; † 7. Dezember 1979 in Zürich) war eine Schweizer Malerin, Zeichnerin und Illustratorin.

## Leben und Werk
Margrit Haemmerli war die jüngste Tochter des Bezirksarztes Max Haemmerli und der Sophie Haemmerli-Marti und wuchs mit ihren drei Schwestern in Lenzburg auf. Wie ihre Geschwister wurde sie in den ersten Jahren von ihrer Mutter zu Hause unterrichtet. Margrits Pate war der Pfarrer, Schulinspektor und Autor Jakob Heiz (1851–1930), der sie später in Latein und Griechisch unterrichtete.
Nach Abschluss der Bezirksschule besuchte sie mit der Arzttochter Trudi Müller aus Lenzburg die Haushaltsschule des Pensionats in Bru-près-Grandson. Dort befreundete sie sich mit der angehenden Pianistin Gertrud Kelterborn. Ihr Bruder Paul Kelterborn heiratete Margrits Schwester, die Kunsthistorikerin Anna Haemmerli. Von 1918 bis 1920 besuchte Margrit Haemmerli den Malunterricht bei Rudolf Löw in Basel. Mit Heinrich Danioth war sie zeitlebens befreundet.
In London belegte Haemmerli einen Sprachkurs an der Universität und verbrachte ihre freie Zeit in den dortigen Kunstmuseen. Anschliessend unterrichtete sie als Französischlehrerin für ein Schuljahr englische Offizierstöchter an der Royal School in Bath.
Wieder in Schweiz arbeitete sie eine kurze Zeit im Atelier von Löw. Danach schickte ihre Mutter sie nach Karlsruhe zu Hans Thoma. Da dessen Persönlichkeit ihr nicht zusagte reiste sie nach kurzer Zeit ab. Ab 1922 besuchte sie das Gustaf-Britsch-Institut in Starnberg und war Schülerin von Gustaf Britsch. Dort befreundete sie sich mit Ilse von Schwerin.
Von 1924 bis 1926 besuchte Haemmerli die Académie Julian in Paris. Die ersten Jahre malte sie ausschliesslich Landschaftsbilder und vereinzelte Portraits. 1927 und 1930 hielt sie sich mehrere Monate in Câmpina bei ihrer Schwester Anna Kelterborn-Haemmerli auf, die später mit ihrem Mann in Scheveningen lebte. In Rumänien schuf Margrit Haemmerli Landschaftsbilder in Ölfarben und grossformatige Aquarelle.
1928 war Margrit Haemmerli kurzzeitig Schülerin von Albert Kohler. Sie unternahm zahlreiche Studienreisen, so nach Südfrankreich, ins Elsass (Colmar, Strassburg), nach Belgien (Gent, Brügge), Holland, Venedig, Ravenna, Segesta, Griechenland und an die Costa Brava.
Nach dem Tod ihres Vaters zog sie 1931 zusammen mit ihrer Mutter in eine Wohnung am Sennhauserweg in Zürich. Zudem wurde sie Mitglied der Sektion Zürich der GSMBAK und beteiligte sie ab dann regelmässig an deren Gruppenausstellungen. In Zürich lernte sie u. a. die Künstlerin Jeanne Sigg (1907–1988) kennen, die sie oft und über mehrere Wochen in ihrem Chalet «Pax» in Kandersteg besuchte. Zusammen mit Claire Guyer (1896–1986) verbrachten sie zudem ihre alljährliche Studienreise in La Cadière-d’Azur. Haemmerli war auch regelmässig zu Gast bei der Familie von Max Bircher-Benner und seinem Sohn Ralph Bircher-Rauch (1899–1990) in Braunwald.
Haemmerli besuchte anthroposophische Vorträge des von ihr hoch geschätzten Schwagers Friedrich Häusler-Haemmerli (1890–1976) und belegte Kurse zu Goethes Farbenlehre bei Fritz Lobeck (1897–1973). An der Zeichen- und Malakademie von Henry Wabel belegte sie das Fach Aktzeichnen und bei Gregor Rabinovitch erlernte sie das Radieren.
Margrit Haemmerli studierte von 1936 bis 1939 an der Académie von Paul Ranson im Atelier von Roger Bissière sowie an der Académie de la Grande Chaumière im Atelier von Jean Darna (1893–1965). Dort lernte sie die Malerinnen Erika Streit und Susanne Baader (* 1906) kennen und blieb mit ihnen zeitlebens befreundet. Zudem war sie oft Gast in Castellet-lès-Sausses bei einer polnischen Malerin und im Haus von André Lhote.
Nach dem Tod ihrer Mutter 1942 bezog Haemmerli in Zürich eine kleine Dachwohnung an der Zollikerstrasse und richtete sich dort auch ihr Atelier ein. Sie besuchte oft Kammermusikkonzerte und übte viele Jahre die Kunst der Eurythmie aus, was in ihren späteren in Aquarellfarben, Pastell-, Rötel- und Kohlenstift geschaffenen Werken vorab in der Bewegung ihrer Blumenbilder ersichtlich wurde. Von Rudolf Steiners anthroposophischen Gedankengut geprägt, versuchte sie auf meditativem Weg gleichsam in das Wesen der Blumen – Tulpen, Schwertlilien, Rittersporn und Seerosen – hinein zu versetzen sowie deren geometrische Grundstruktur dadurch von innen her zu erfassen.
Margrit Haemmerli wurde am 5. Dezember 1979 in der Nähe des Bahnhofs Zürich Enge von einem Auto erfasst und verstarb zwei Tage später. 1980 fand in Lenzburg eine Gedächtnisausstellung statt. Zusammen mit Walter Tappolets Textbeiträgen erschien 1981 der Bildband Margrit Haemmerli in der Erinnerung ihrer Schwester Anna Kelterborn-Haemmerli.